# Substation 409
El Substation 409  es un edificio histórico ubicado en Nueva York, Nueva York. El Substation 409 se encuentra inscrito  en el Registro Nacional de Lugares Históricos desde el 9 de febrero de 2006.  

## Ubicación
El Substation 409 se encuentra dentro del condado de Nueva York en las coordenadas 40°43′17″N 73°59′15″O / 40.721389, -73.9875.